# Sclerocephalus arabicus
Sclerocephalus arabicus är en nejlikväxtart som beskrevs av Pierre Edmond Boissier. Sclerocephalus arabicus ingår i släktet Sclerocephalus och familjen nejlikväxter. Inga underarter finns listade i Catalogue of Life.